# Leuco-œdème
Un leuco-œdème désigne une apparence bleutée, grise ou blanche des muqueuses, particulièrement de la muqueuse buccale (l'intérieur des joues); il peut également apparaître sur la muqueuse du larynx ou du vagin. C'est une affection bénigne et très fréquente. Comme elle est si fréquente, certains soutiennent qu'elle représente en fait une variation de l'aspect normal plutôt qu'une maladie, mais les preuves empiriques suggèrent que le leuco-œdème est une affection acquise causée par une irritation locale. On le trouve plus fréquemment chez les personnes à la peau noire et les consommateurs de tabac. Le terme dérive des mots grecs λευκός leukós, « blanc » et οἴδημα oídēma, « gonflement ».

## Signes et symptômes
La muqueuse présente un aspect diffus, gris-blanc, laiteux et opalescent qui apparaît généralement bilatéralement sur la muqueuse buccale. Moins souvent, la muqueuse labiale, le palais ou le plancher buccal peuvent être affectés. La surface de la zone est plissée, créant une lésion ridée et striée de blanc. Hormis l'aspect, la lésion est entièrement asymptomatique.

## Causes
La cause est inconnue, mais on pense qu'elle est causée par un œdème intracellulaire des cellules épithéliales superficielles associé à une rétention de parakératine superficielle. Bien que le leuco-œdème soit considéré comme une affection développementale, il peut être plus fréquent et plus prononcé chez les fumeurs, et devient moins visible à l'arrêt du tabagisme. La consommation de cannabis fumé est connue pour être liée à cette affection. Il peut également se développer dans les zones soumises à une irritation subclinique répétée, causée par des irritants de faible intensité tels que les épices, les débris buccaux ou le tabac.

## Diagnostic
Les lésions de leuco-œdème disparaissent lorsque la muqueuse est étirée, ce qui aide à le différencier d'autres lésions blanches de la bouche. Le diagnostic différentiel se fait avec la leucoplasie, le muguet buccal, le lichen plan oral, le nævus blanc spongieux, le morsicatio buccarum, la dyskératose intraépithéliale bénigne héréditaire et la dyskératose congénitale. Une biopsie tissulaire n'est pas indiquée, mais lorsqu'elle est réalisée, l'aspect histologique est celui d'une épaisseur épithéliale accrue, d'un élargissement et d'un allongement des crêtes épithéliales, d'une parakératose et d'un œdème intracellulaire de la couche épineuse (Stratum spinosum). Les cellules de la couche spineuse sont vacuolisées, grandes et possèdent des noyaux pycnotiques. Les cellules squameuses superficielles ont un cytoplasme clair, apparemment vide, mais il n'est pas démontré qu'il y a une augmentation de l'eau intracellulaire, rendant possiblement le terme œdème trompeur. On pense que l'aspect histologique est causé par l'eau présente dans les cellules de la couche spineuse qui réfléchit la lumière, donnant un aspect blanchâtre. Le diagnostic est généralement posé uniquement sur la base de l'aspect clinique, mais la cytologie exfoliative orale est utilisée comme aide au diagnostic.

## Traitement et pronostic
Le leuco-œdème est une affection bénigne, et aucun traitement n'est indiqué. Les personnes peuvent être alarmées par l'aspect et tirer bénéfice d'être rassurées.

## Épidémiologie
Le leuco-œdème est fréquent. Il survient chez environ 70 à 90 % des adultes à peau noire et chez environ 50 % des enfants à peau noire. La prévalence chez les personnes à peau blanche est considérablement moindre, mais les rapports varient de moins de 10 % à plus de 90 %, variant probablement en fonction de la population étudiée et des méthodes utilisées dans l'étude, par exemple les conditions d'examen et les critères diagnostiques. La variation ethnique peut s'expliquer par des facteurs génétiques ou simplement parce que les personnes à peau noire ont une plus grande quantité de mélanine dans la muqueuse, la faisant paraître plus foncée (appelée pigmentation raciale ou physiologique). Cette muqueuse plus foncée peut rendre les changements œdémateux plus visibles, tandis que dans la muqueuse des personnes aux types de peau plus clairs, le leuco-œdème présente un aspect plus discret.

## Histoire
Le leuco-œdème est autrefois considéré comme une lésion précurseur de la leucoplasie, et on ne croit pas qu'il survient chez les enfants, mais ces deux opinions sont maintenant réfutées.